# Caenocephus
Caenocephus är ett släkte av steklar som först beskrevs av Gabriel Strobl 1895.  Caenocephus ingår i familjen halmsteklar.
Släktet innehåller bara arten Caenocephus lunulatus.